# 比較方法 (言語学)

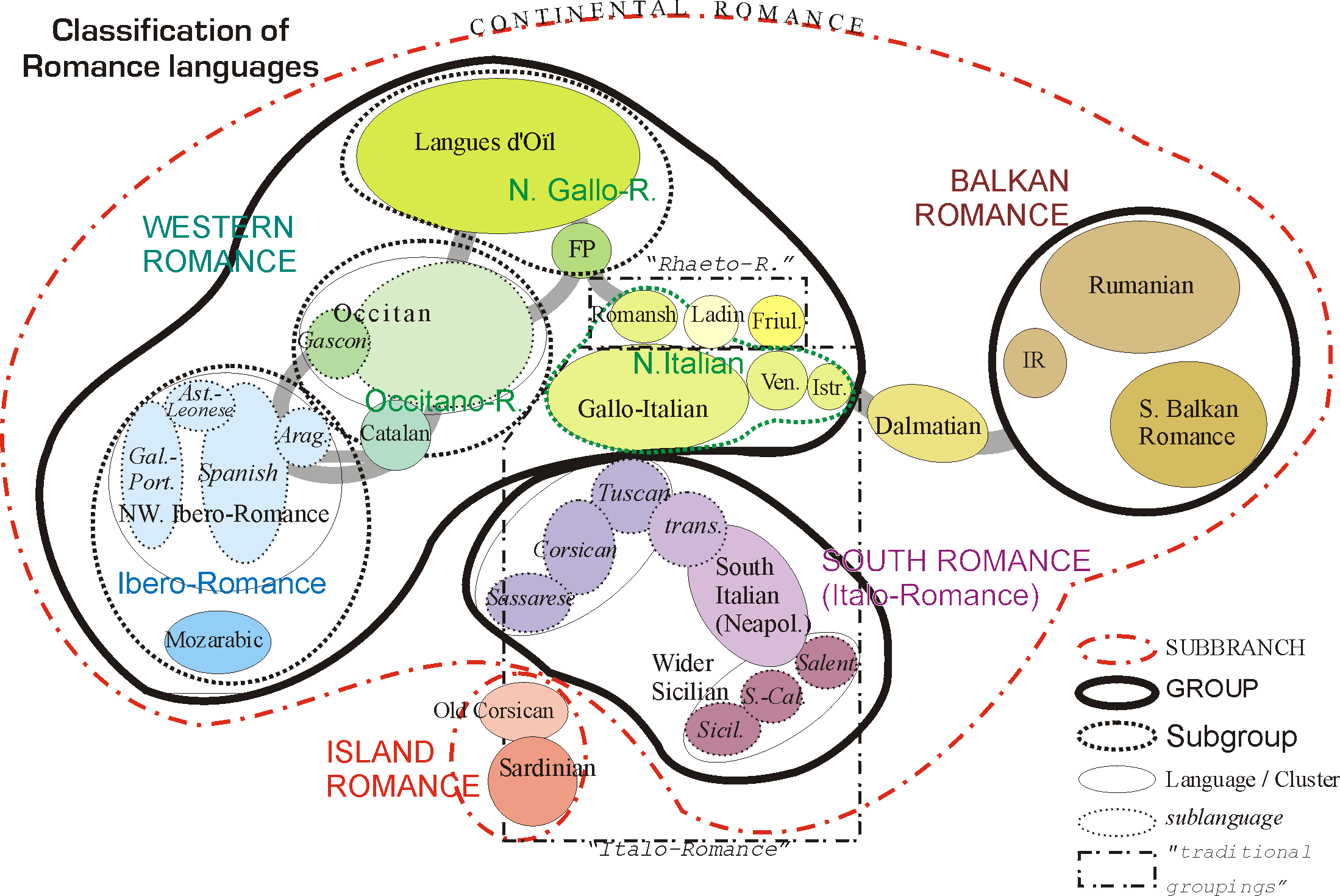
ロマンス諸語の比較方法に基づく系統モデル

比較方法（ひかくほうほう、Comparative method）または比較法（ひかくほう）とは、言語学において共有する祖先をもつ言語同士の特徴を比較する方法である。
比較方法は19世紀に欧州で発達した。内的再構とともに、過去の言語の復元や言語同士の関係の仮説を立てるために用いられる。比較方法による再建を比較再構（または比較再建）という。比較方法によって再建された言語が祖語であり、比較方法により再構を行う分野を比較言語学という。

## 手順
比較方法はおおよそ以下の手順で行われる。
1. 音対応の発見
2. 再構の作業
3. 文法の比較

## 適用
比較方法の適用において従うべき一連の決まったステップは無いが、歴史言語学の入門テキストの著者であるライル・キャンベルとテリー・クロウリーによって、いくつかのステップが提案されている。以下に説明する方法は、この進め方の概念に基づいている。

### ステップ1：同根語の可能性があるリストの組み立て
このステップでは、比較対象の言語間で同根語として認識される可能性のある単語のリストを作成する。同様の意味を持つ基礎語彙の音声構造の間に、規則的な対応がある場合、遺伝的関係が確立される可能性が出てくる。たとえば、ポリネシア諸語を扱う言語学者は、次のようなリストを思いつくかもしれない(実際のリストはもっと長くなる)。
| Gloss        | one     | two    | three   | four  | five    | man      | sea    | taboo  | octopus | canoe  | enter |
| ------------ | ------- | ------ | ------- | ----- | ------- | -------- | ------ | ------ | ------- | ------ | ----- |
| トンガ語     | [taha]  | [ua]   | [tolu]  | [fā]  | [nima]  | [taŋata] | [tahi] | [tapu] | [feke]  | [vaka] | [hū]  |
| サモア語     | [tasi]  | [lua]  | [tolu]  | [fā]  | [lima]  | [taŋata] | [tai]  | [tapu] | [feʔe]  | [vaʔa] | [ulu] |
| マオリ語     | [tahi]  | [rua]  | [toru]  | [ɸā]  | [rima]  | [taŋata] | [tai]  | [tapu] | [ɸeke]  | [waka] | [uru] |
| ラパ・ヌイ語 | [-tahi] | [-rua] | [-toru] | [-ha] | [-rima] | [taŋata] | [tai]  | [tapu] | [heke]  | [vaka] | [uru] |
| ラロトンガ語 | [taʔi]  | [rua]  | [toru]  | [ʔā]  | [rima]  | [taŋata] | [tai]  | [tapu] | [ʔeke]  | [vaka] | [uru] |
| ハワイ語     | [kahi]  | [lua]  | [kolu]  | [hā]  | [lima]  | [kanaka] | [kai]  | [kapu] | [heʔe]  | [waʔa] | [ulu] |

借用や誤認は、正しいデータを歪めたり、覆い隠したりする可能性がある。たとえば、英語の「taboo」（タブー）（[tæbu]）は、表の6つのポリネシア語の語形と似ているが、これは遺伝的な類似性ではなく、トンガ語から英語に借用されたことによる類似性である。この問題は、親族関係の用語、数字、体の部分、代名詞などの基礎語彙を使用することで、通常は克服することができる。それでも、基礎語彙でさえも借用される場合がある。フィンランド語は、たとえば、äiti「母」という語を、ゲルマン祖語の *aiþį̄ (ゴート語 aiþeiを参照) から借用している。 英語は、「they」、「them」、「their(s)」という代名詞を北欧語から借用した。タイ語やその他の東アジアのさまざまな言語は、中国語から数詞を借用した。極端な例としては、南米のムーラ語であるピダハン語があり、議論はあるものの、ニェエンガトゥ語からすべての代名詞を借用したと主張されている。

### ステップ2：音対応するセットの確立
次のステップは、同根語の可能性がある単語のリストにおける、規則的な音対応の決定についてである。
たとえば、上記のポリネシア諸語のデータでは、リスト対象のほとんどの言語で「t」を含む単語が、ハワイ語で「k」を同じ位置に持つ語と同根語であることが明らかである。これは、複数の同根語のセットで確認できる。「one」、「three」、「man」、「taboo」の単語はすべて、この関係を示している。この状況は、ハワイ語の「k」と他のポリネシア諸語の「t」の間の「規則的な音対応」と呼ばれる。同様に、ハワイ語とラパヌイ語の「h」、トンガ語とサモア語の「f」、マオリ語の「ɸ」、およびラロトンガ語の「ʔ」の間にも規則的な音対応が見られる。
英語の day とラテン語の  dies （両語は同じ意味）の間のように単に音声的に類似しているだけでは、音対応があるとは言えない。英語の頭文字 d- は「規則的に」ラテン語の d-に対応するわけではない。英語とラテン語の間で、借用語ではない多くの同根語を大規模に比較すると、英語のd とラテン語の d が語頭で一致するという組み合わせを確立できないからである。散発的な一致は、例示したような偶然の一致か、借用語（たとえば、ラテン語の diabolus と英語の devil は、どちらも最終的にはギリシャ語起源）が原因である。。ただし、英語とラテン語は、次の例では、「t-」：「d-」（「A：B」は「AがBに対応する」を意味する）の規則的な対応を示す。
| 英語     | ten   | two | tow  | tongue | tooth |
| ラテン語 | decem | duo | dūco | dingua | dent- |

この種の規則的な音対応のセットが多数ある場合（多いほど良い）、特に音対応の一部が重要であったり、通常はあまり見られないようなものの場合、両語が共通の起源を持つことが、事実上確実になる。

### ステップ3：相補的分布を成すセットの探索
18世紀後半から19世紀後半にかけて、2つの主要な開発により、方法の有効性が向上した。
まず、多くの音変化が特定の「環境」によって条件付けられていることがわかった。たとえば、ギリシャ語とサンスクリットの両方で、有気破裂音は無気音に変化したが、これは同じ語名内の後ろに別の有気音が有るときにのみ起こる。これはグラスマンの法則であり、サンスクリット文法学者パーニニによってサンスクリットで最初に記述され、1863年にヘルマン・グラスマンによって広められた。
第二に、後で失われた環境で、たまに音の変化が起こったことがわかった。たとえば、サンスクリットでは、軟口蓋音（ k のような音）は、後ろの音が *i または *e の時は例外なく硬口蓋音（ ch のような音）に置き換えられた。この変化の後、すべての *e は a に置き換えられた。状況を再構築できるのは、「e」と「a」の元々の分布が、他のインドヨーロッパ語族の証拠から復元できたからである。たとえば、ラテン語の接尾辞  que 、"and"は、サンスクリットで子音シフトの原因となった元の  *e 母音を保持している。
| 1. | *ke | サンスクリット祖語で "and" の意                       |
| 2. | *ce | *i と *e の前で軟口蓋音が硬口蓋音に変化               |
| 3. | ca  | 立証されているサンスクリットの形。 *e が a に変化した |
| 4. | ca  | čaと発音, アヴェスター語で "and" の意                 |

カール・ヴェルナーによって1875年頃に発見されたヴェルナーの法則は、同じ意味合いを持つ。ゲルマン語での子音の濁りは、古いインド・ヨーロッパ語のアクセントの位置によって決定される変化である。 変化と同時に、アクセントは語の始めの位置に移動した。 ヴェルナーは、ゲルマン語の発声パターンをギリシャ語とサンスクリット語のアクセントパターンと比較することで謎を解いた。
したがって、比較方法のこの段階では、ステップ2で検出された対応セットを調べ、特定の条件環境でのみ適用される対応セットを確認する。 2 つ (またはそれ以上) のセットが相補分布として適用されるとき、それらは単一の元の音素を反映していると見なすことができる。「いくつかの音変化、特に条件付けされた音変化は、祖形の音が複数の対応セットに関連付けられる結果となる可能性がある。」
たとえば、ラテン語から派生したロマンス諸語について、次の同根語（の可能性がある）リストを確立できる。
| イタリア語 | スペイン語 | ポルトガル語 | フランス語 | Gloss   |
| ---------- | ---------- | ------------ | ---------- | ------- |
| corpo      | cuerpo     | corpo        | corps      | body    |
| crudo      | crudo      | cru          | cru        | raw     |
| catena     | cadena     | cadeia       | chaîne     | chain   |
| cacciare   | cazar      | caçar        | chasser    | to hunt |

ここから、 k : k および k : ʃ の2セットの音の対応関係が示される。（※上表は音声記号による表記でないことに注意）
|    | イタリア語 | スペイン語 | ポルトガル語 | フランス語 |
| -- | ---------- | ---------- | ------------ | ---------- |
| 1. | k          | k          | k            | k          |
| 2. | k          | k          | k            | ʃ          |

フランス語の ʃ は他の言語にも a がある位置の a の前にのみ発生しするのに対し、フランス語 k はどこにでもあるため、違いは異なる環境（条件が変化する前）によって引き起こされ、このセットは相補的である。したがって、これらは単一の原音素（この場合は *k、ラテン語で|c|と綴られる）を反映していると見なすことができる。 元のラテン語は、 corpus、crudus、catena、captiareのすべてで、頭文字が k である。これらの変化の道筋についてより多くの証拠が与えられた場合、元の k の変更が、異なる環境のために起こったと結論付けることができる。
より複雑なケースとして、アルゴンキン祖語の子音群がある。アルゴンキン学者のレナード・ブルームフィールドは、4つの娘言語のクラスターの反射的変化現象を用いて、次の対応セットを再構した。
|    | オジブウェー語 | フォクス語 | 平原クリー語 | メノミネー語 |
| -- | -------------- | ---------- | ------------ | ------------ |
| 1. | kk             | hk         | hk           | hk           |
| 2. | kk             | hk         | sk           | hk           |
| 3. | sk             | hk         | sk           | t͡ʃk          |
| 4. | ʃk             | ʃk         | sk           | sk           |
| 5. | sk             | ʃk         | hk           | hk           |

全ての対応セットが至る所で互いに重なり合っているが、ブームフィールドは、これは相補的分布ではなく、異なる子音群がそれぞれのセットについて再構されると認識した。彼の再構は、それぞれ、 *hk, *xk, *čk (=[t͡ʃk]), *šk (=[ʃk]), çk である。('x' と 'ç' は、素音素の音価を推定したものというよりは、任意の記号である。）

### ステップ4：祖音素の再構
類型論は、どの再構がデータに最適かを判断するのに役立つ。たとえば、母音間において、無声破裂音の有音化は一般的であるが、有声破裂音の無声化は稀である。母音間の対応 -t-： -d-が2つの言語で見つかった場合、祖音素は *-t-であり、子言語で有声音に変化した可能性が高い。逆の再構は、稀なタイプの変化が起こったことを推定することになる。
しかしながら、普通ではない音変化も生じることがある。インド・ヨーロッパ祖語の「2」にあたる語は、例えば、*dwō のように再構されるが、これは古典アルメニア語における erku に対応する。アルメニア語では、他のいくつかの同根語は*dw- → erk-という規則的な音変化を示す。同様に、アサバスカ諸語のスレイビー語のBearlake方言では、アサバスカ祖語 *ts → Bearlake方言 kʷ
という変化が起こっている。 *dw- が erk- に変化したり、 *ts が kʷ に変化したりするのは、起こりにくい変化であるが、おそらく、現在の状態に至るまでの間にいくつかの中間段階を経ている。比較方法において重要なのは、音声的類似ではなく、規則的な音対応なのである。
オッカムの剃刀により、素音素の再構は、現在の娘言語の状態までの間でできるだけ少ない音変化で済むような形にする必要がある。例えば、アルゴンキン諸語においては、次のような対応セットを示す。
| オジブウェー語 | ミクマク語 | クリー語 | ムンセー語 | ブラックフット語 | アラパホー語 |
| -------------- | ---------- | -------- | ---------- | ---------------- | ------------ |
| m              | m          | m        | m          | m                | b            |

これについて最少の音変化で済む再構の候補は *m または *bである。 *m → b の変化も *b → m の変化も良く起こるものである。 m は5つの言語で見られ、 b は1つの言語でしか見られない。このことから、もし *b が再構されれば *b → m という変化が5回の別々に起こる必要があるが、もし *m が再構されれば *m → b という変化が1回起こっただけで済む。よって、最構音は *m が最節約的である。
この議論は、アラパホー語以外の5言語が、少なくとも部分的に、互いに独立していることを前提としている。逆に、もしこれらの5言語がすべて共通の下位グループに属す場合には、 *b → m の変化もたった1回だけで済むことになる。

### ステップ5：再構体系の類型的な検証
最後のステップとして、再構された祖音素が既知の類型的制約に適合するかをチェックする。例えば、仮説的な子音体系
| p | t | k |
| b |   |   |
|   | n | ŋ |
|   | l |   |
| - | - | - |

は、有声破裂音が *bしか存在しないにもかかわらず、歯茎鼻音と軟口蓋鼻音 *n and *ŋ が存在し、両唇鼻音との対応はない。しかし、言語は通常は、音素体系において"対称性"を維持する。この場合、前に *b と再構したものが、実際には *m であるか、 *n および *ŋ である可能性を調査する必要があるかもしれない。 
ただ、この"対称的"な体系でさえ、類型論的に疑わしい場合がある。たとえば、次の表は従来のインド・ヨーロッパ祖語の破裂音である。
|             | 両唇音 | 歯茎音 | 軟口蓋音 | 両唇化音 | 軟口蓋化音 |
| ----------- | ------ | ------ | -------- | -------- | ---------- |
| 無声音      | p      | t      | k        | kʷ       | kʲ         |
| 有声音      | (b)    | d      | g        | ɡʷ       | ɡʲ         |
| 有声 有気音 | bʱ     | dʱ     | ɡʱ       | ɡʷʱ      | ɡʲʱ        |

以前再構されていた無声有気音系列は、証拠が不十分であるという理由で削除された。20世紀半ば以降、多くの言語学者は、この音韻論は信じがたいとし、対応する無声有気音系列なしに、有声有気音（息もれ声）系列を持つ体系は、非常にあり得にくいと主張してきた。
タマズ・V・ガムクレリゼとヴャチェスラフ・イヴァーノフは、この問題を解決する可能性がある方法を提示し、伝統的に有声音として再構されてきたた系列は、声門音（入破音 (ɓ, ɗ, ɠ) または放出音 (pʼ, tʼ, kʼ)）として再構されるべきと主張した。したがって、無声音と有声有気音の系列は、無声有気音と有声有気音の系列に置き換えられた。言語類型論を言語の再構に適用したその例は、グロッタリック理論として知られるようになった。（この理論には多くの支持者がいるが、一般的には受け入れられていないとされる。）
原音の再構は、文法的な形態素（造語接辞と語尾変化）、曲用、活用などパターンなどの再構に、論理的に先行するものである。 記録が無い祖語の完全な再構は、終わりの無い道のりである。

## 文献リスト
- Aikhenvald, Alexandra Y.; Dixon, R. M. W. (1999), “Other small families and isolates”, in Dixon, R. M. W.; Aikhenvald, Alexandra Y., The Amazonian Languages, Cambridge University Press, pp. 341–384, ISBN 978-0-521-57021-3.
- Aikhenvald, Alexandra Y.; Dixon, R. M. W. (2001), “Introduction”, in Dixon, R. M. W.; Aikhenvald, Alexandra Y., Areal Diffusion and Genetic Inheritance: Problems in Comparative Linguistics, Oxford Linguistics, Oxford: Oxford University Press, pp. 1–22.
- Beekes, Robert S. P. (1995). Comparative Indo-European Linguistics. Amsterdam: John Benjamins
- Bloomfield, Leonard (December 1925). “On the Sound-System of Central Algonquian”. Language 1 (4):  130–56. doi:10.2307/409540. JSTOR 409540.
- Campbell, George L. (2000). Compendium of the World's Languages (2nd ed.). London: Routledge
- Campbell, Lyle (1997). American Indian Languages: The Historical Linguistics of Native America. New York: Oxford University Press
- Campbell, Lyle (2004). Historical Linguistics: An Introduction (2nd ed.). Cambridge: The MIT Press. ISBN 978-0-262-53267-9
- Churchward, C. Maxwell (1959). Tongan Dictionary. Tonga: Government Printing Office
- Crowley, Terry (1992). An Introduction to Historical Linguistics (2nd ed.). Auckland: Oxford University Press
- Fox, Anthony (1995). Linguistic Reconstruction: An Introduction to Theory and Method. New York: Oxford University Press
- François, Alexandre (2014), “Trees, Waves and Linkages: Models of Language Diversification”, in Bowern, Claire; Evans, Bethwyn, The Routledge Handbook of Historical Linguistics, London: Routledge, pp. 161–189, ISBN 978-0-41552-789-7
- Goddard, Ives (1974). “An Outline of the Historical Phonology of Arapaho and Atsina”. International Journal of American Linguistics 40 (2):  102–16. doi:10.1086/465292..
- Hock, Hans Henrich (1991). Principles of Historical Linguistics (2nd revised and updated ed.). Berlin: Walter de Gruyter
- Janda, Richard D.; Joseph, Brian D. (1989). “In Further Defence of a Non-Phonological Account for Sanskrit Root-Initial Aspiration Alternations”. Proceedings of the Fifth Eastern States Conference on Linguistics (Columbus, Ohio: Ohio State University Department of Linguistics):  246–260.
- Kalyan, Siva; François, Alexandre (2018), “Freeing the Comparative Method from the tree model: A framework for Historical Glottometry”, in Kikusawa, Ritsuko; Reid, Laurie, Let's Talk about Trees: Genetic Relationships of Languages and Their Phylogenic Representation, Senri Ethnological Studies, 98, Ōsaka: National Museum of Ethnology, pp. 59–89
- Kylstra, A. D.; Sirkka-Liisa, Hahmo; Hofstra, Tette; Nikkilä, Osmo (1996) (ドイツ語). Lexikon der älteren germanischen Lehnwörter in den ostseefinnischen Sprachen. Band II: K-O. Amsterdam, Atlanta: Rodopi B.V.
- Labov, William (2007). “Transmission and diffusion”. Language 83 (2):  344–387. doi:10.1353/lan.2007.0082.
- Ladefoged, Peter (2003). Phonetic Data Analysis: An Introduction to Fieldwork and Instrumental Techniques. Oxford: Blackwell
- Lehmann, Winfred P. (1993). Theoretical Bases of Indo-European Linguistics. London: Routledge
- Lyovin, Anatole V. (1997). An Introduction to the Languages of the World. New York: Oxford University Press, Inc.. ISBN 978-0-19-508116-9
- Meillet, Antoine (1966). La Méthode Comparative en Linguistique. Honoré Champion
- Mithun, Marianne (1999). The Languages of Native North America. Cambridge Language Surveys. Cambridge: Cambridge University Press
- Pukui, Mary Kawena; Samuel H. Elbert (1986). Hawaiian Dictionary. Honolulu: University of Hawai'i Press. ISBN 978-0-8248-0703-0
- Sag, Ivan. A. (Autumn 1974). “The Grassmann's Law Ordering Pseudoparadox”. Linguistic Inquiry 5 (4):  591–607. JSTOR 4177844..
- Schleicher, August; Bendall, Herbert, translator (1874, 1877). A Compendium of the Comparative Grammar of the Indo-European, Sanskrit, Greek, and Latin Languages, translated from the third German edition. London: Trübner and Co
- Szemerényi, Oswald J. L. (1960). Studies in the Indo-European System of Numerals. Heidelberg: C. Winter
- Szemerényi, Oswald J. L. (1996). Introduction to Indo-European Linguistics (4th ed.). Oxford: Oxford University Press
- Thomason, Sarah G.; Everett, Daniel L. (2005). “Pronoun Borrowing”. Proceedings of the Annual Meeting of the Berkeley Linguistics Society 27:  301 ff. doi:10.3765/bls.v27i1.1107.
- Trask, R. L. (1996). Historical Linguistics. New York: Oxford University Press
- Zuckermann, Ghil'ad (2009). “Hybridity versus Revivability: Multiple Causation, Forms and Patterns”. Journal of Language Contact – Varia 2 (2):  40–67. doi:10.1163/000000009792497788.

## 参考
- 斎藤純男、田口善久、西村義村（2015）『明解言語学辞典』三省堂　P184